# Stichodactyla
Stichodactyla is een geslacht van zeeanemonen uit de klasse van de Anthozoa (bloemdieren).

## Soorten
- Stichodactyla gigantea (Forsskål, 1775)
- Stichodactyla haddoni (Saville-Kent, 1893)
- Stichodactyla helianthus (Ellis, 1768)
- Stichodactyla mertensii Brandt, 1835
- Stichodactyla tapetum (Hemprich & Ehrenberg in Ehrenberg, 1834)